# Olimpija Kirowo-Czepieck
Olimpija Kirowo-Czepieck (ros. Олимпия Кирово-Чепецк) – rosyjski klub hokeja na lodzie z siedzibą w Kirowo-Czepiecku.

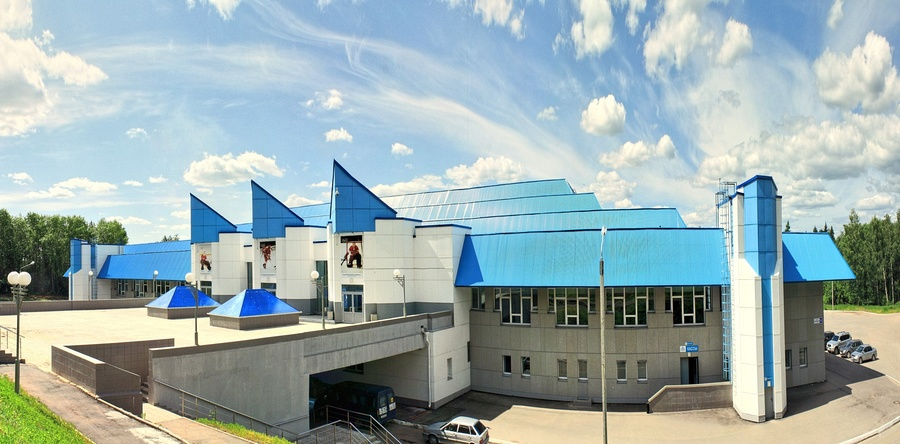
Olimp-Arena

## Historia
Chronologia nazw
- Chimik Kirowo-Czepieck (1946−1964)
- Olimpija Kirowo-Czepieck (od 1964)

Pierwotnie istniał klub Chimik, następnie przemianowany na Olimpija. Od 1992 do 2007 zespół uczestniczył w rozgrywkach Wysszaja Liga. W 2010 klub zakończył swoją zasadniczą działalność. Od tego czasu istnieje klub prowadzący drużynę w juniorskich rozgrywkach rosyjskich. W sezonie 2012/2013 drużyna uczestniczyła w drugiej klasie tych rozgrywek, MHL-B, a od 2013 w wyższych MHL.
Trenerem zespołu został Dmitrij Dmitrijew, który w przeszłości występował w lidze polskiej.

## Sukcesy
- Brązowy medal Rosyjskiej FSRR: 1966
- Złoty medal Rosyjskiej FSRR: 1967

## Zawodnicy
W pierwotnie działającym klubie kariery rozpoczynali Władimir Krikunow, Władimir Katajew, Aleksandr Malcew, Władimir Myszkin, Igor Mozgalow, Siergiej Szywrin, Andriej Aprin, Andriej Triefiłow, Wasilij Koszeczkin, Siergiej Pierietiagin. Ponadto w drużynie występowali Ukraińcy Witalij Lutkewycz, Ołeksandr Pobiedonoscew.